# Jurassic Park III: The DNA Factor
Jurassic Park III: The DNA Factor es un videojuego de acción y lógica ambientado en el universo de las películas de Parque Jurásico. Fue desarrollado por Konami Computer Entertainment Hawaii y publicado por Konami en 2001 para Game Boy Advance.

## Dinosaurios (en orden de aparición)
- Compsognathus
- Gallimimus
- Brachiosaurus
- Velociraptor
- Triceratops
- Tyrannosaurus
- Pteranodon
- Pachycephalosaurus
- Dilophosaurus
- Stegosaurus
- Ankylosaurus
- Spinosaurus

- Datos: Q625317